# 特雷莎·塞特凡诺
特雷莎·塞特凡诺（英語：Theresa Setefano，1995年2月25日—），旧姓菲茨帕特里克（Fitzpatrick），新西兰女子七人制橄榄球运动员。她曾代表新西兰参加2016年和2020年夏季奥林匹克运动会七人制橄榄球比赛，获得一枚金牌和一枚银牌。